# Sulejewo (powiat śremski)
Sulejewo – wieś w Polsce położona w województwie wielkopolskim, w powiecie śremskim, w gminie Brodnica. W latach 1975–1998 miejscowość należała administracyjnie do województwa poznańskiego.
Wieś położona na północ od Brodnicy przy drodze powiatowej nr 2463 do Poznania przez Mosinę.
Pierwsza wzmianka o wsi pochodzi z 1388 i wspomina Andrzeja z Sulejewa. Na północny zachód od miejscowości znajduje się osada Sulejewo-Folwark z zespołem folwarcznym założonym w połowie XIX wieku.